# Alexander Meurling
Alexander Meurling, född 1730, död 26 maj 1771 i Stockholm, var en svensk hovkonditor, målare och etsare.
Meurling omnämns 1755 som strumpvävargesäll i Stockholm och kallas 1759 konterfejare. Han blev målare vid hovkonditoriet 1761 och fick där titeln hovdessertmålare. Vid sidan av detta arbete ägnade han sig åt porträttmålning på beställning ofta utförda i pastell och även i form av miniatyrer. På Fullerö finns ett litet gosseporträtt med en fågel utfört av Meurling. Han är representerad vid Nationalmuseum.